# Ехіон
Ехіон у давньогрецькій міфології — це:
1. син Гермеса і принцеси Антианейри. Брав участь у поході аргонавтів.
2. син Портея. Був одним з воїнів, що сховалися в Троянському коні.